# Grégoire de Corinthe
Grégoire de Corinthe, né Georges Pardos (° vers 1075 - † vers 1155), est un grammairien et ecclésiastique byzantin.
Sa famille était implantée dans la région de Corinthe. Il fut d'abord professeur à l'école patriarcale de Constantinople, puis fut nommé métropolite de Corinthe après 1125.
Il est l'auteur des ouvrages suivants :
- un commentaire aux canons liturgiques de Côme de Maïouma et de Jean Damascène ;
- un commentaire au traité Περὶ μεθόδου δεινότητος d'Hermogène de Tarse ;
- un traité sur les dialectes du grec ancien ;
- un traité intitulé Sur la syntaxe du discours, qui est en fait un exposé élémentaire de toute la grammaire.

Il y a en outre un Traité des figures dont l'authenticité est contestée.

## Éditions
- Fausto Montana (éd.), Gregorio di Corinto. Esegesi al canone giambico per la Pentecoste attribuito a Giovanni Damasceno (texte grec et traduction italienne), Biblioteca di studi antichi 76, Pise, Giardini Editori e Stampatori, 1995.
- Daniel Donnet (éd.), Le traité Περὶ συντάξεως λόγου de Grégoire de Corinthe. Étude de la tradition manuscrite (texte grec, traduction française et commentaire), Études de philologie, d'archéologie et d'histoire anciennes t. X, Institut historique belge de Rome, Bruxelles et Rome, 1967.
- Gottfried Heinrich Schæfer (éd.), Gregorii Corinthii et aliorum grammaticorum libri de dialectis linguæ Græcæ, Leipzig, Weigel, 1811.
- Ernst Christian Walz (éd.), Rhetores Græci, 9 vol., Tübingen, Cotta, 1832-36 (vol. VII).